# La culpa la tuvo el otro
 La culpa la tuvo el otro es una película argentina en blanco y negro dirigida por Lucas Demare sobre su propio guion según la obra Con la vida del otro de Carlos Llopis, que se estrenó el 5 de diciembre de 1950 y que tuvo como intérpretes a Luis Sandrini, Alita Román, Eduardo Sandrini, Malisa Zini y Patricia Castell.

## Sinopsis
Las aventuras de un doble de cine cuando asesinan al actor al que debía sustituir.

## Reparto
- Alita Román	... 	Alicia Negrete
- Eduardo Sandrini	... 	Eduardo
- Luis Sandrini	... 	Víctor Valdez / Sincerato Cuesta / tía de Víctor Valdez
- Malisa Zini	... 	Nelly
- Manuel Alcón	... 	Cartero
- Adolfo de Almeida
- Osvaldo María Cabrera
- Patricia Castell	... 	Rosaura
- Warly Ceriani	... 	Dr. Bermúdez
- Ricardo de Rosas
- Enrique Fava	... 	Abogado Herranz
- Florindo Ferrario	... 	Rogelio Trujillo
- Aurelia Ferrer	... 	Dorotea López
- Pedro Fiorito
- Eduardo de Labar	... 	Chofer
- Rosa Leporace
- Lalo Malcolm	... 	Arturo
- Federico Mansilla	... 	Inspector Moyano
- Antonio Provitilo	... 	Gerente
- Alberto Quiles	... 	Mucamo

## Críticas
La crónica del diario Crítica expresa: "Luis Sandrini retoma el tipo que lo hizo famoso ...consigue uno de los triunfos más brillantes de su carrera pasando de la nota cómica frecuente al gesto dramático circunstancial" en tanto para Manrupe y Portela el filme es "un intento de Demare por embarcar a Sandrini en algo un poco mejor de lo que venía haciendo por esos años. Si el resultado no es del todo bueno (en las escenas serias, el actor está muy poco convincente) llama la atención un comienzo deliberadamente confuso.

## Premio
La Academia de Artes y Ciencias Cinematográficas de la Argentina otorgó por esta película el premio Cóndor Académico a la mejor adaptación de 1953 a Lucas Demare y galardonó a Luis Sandrini como el mejor actor protagonista.